# Halskæden
Halskæden er en dansk børnefilm fra 2016 instrueret af Simon Lykke.

## Handling
De to drenge Lucas og Villads er ude og udforske en nedlagt fabrik, men de bliver væk fra hinanden i den dystre fabrik. Da Lucas leder efter Villads, møder han en mand, som har noget alvorligt at skjule.

## Medvirkende
- Noa Risbro Hjerrild, Lucas
- Vito, Villads
- Amanda Radeljak, Kvinde
- Niels Dampe, Mand